# Uithoorn
Uithoorn és un municipi de la província d'Holanda del Nord, al centre-oest dels Països Baixos. L'1 de gener de 2009 tenia 27.933 habitants repartits per una superfície de 19,49 km² (dels quals 1,2 km² corresponen a aigua). Limita al nord amb Aalsmeer i Amstelveen, i al sud amb Kaag en Braassem, Nieuwkoop i De Ronde Venen.

## Centres de població
- De Kwakel
- Bilderdam

## Ajuntament
El consistori està format per 21 regidors:
- VVD, 5 regidors
- PvdA, 5 regidors
- CDA, 4 regidors
- Gemeentebelangen, 4 regidors
- GroenLinks 2 regidors
- Fracció van der Aarweg – Hakfoort, 1 regidor